# Самуэльссон, Улле
Улле Юлиус Самуэльссон (швед. Olle Julius Samuelsson; род. 16 мая 2004) — шведский футболист, защитник «Хеккена».

## Клубная карьера
Является воспитанником «Кальмара», в академии которого прошёл путь от детской до юношеских команд. В декабре 2023 года в течение нескольких недель проходил просмотр в «Эребру». В марте 2024 года стал игроком «Оскарсхамна», с которым выступал в первом дивизионе.
Перед сезоном 2025 года покинул клуб и перешёл в «Сандвикен», с которым подписал контракт на три года. Первую игру за команду провёл 16 февраля на групповом этапе кубка страны против «Юргордена». В общей сложности во всех турнирах провёл за клуб 16 матчей.
Летом 2025 года стал игроком «Хеккена», заключив соглашение на четыре с половиной года. 13 июля дебютировал в чемпионате Швеции в игре с «Хальмстадом», появившись на поле в стартовом составе.

## Клубная статистика
| Выступление      | Выступление      | Выступление      | Лига | Лига | Кубки | Кубки | Конт. кубки | Конт. кубки | Итого | Итого |
| Клуб             | Лига             | Сезон            | Игры | Голы | Игры  | Голы  | Игры        | Голы        | Игры  | Голы  |
| ---------------- | ---------------- | ---------------- | ---- | ---- | ----- | ----- | ----------- | ----------- | ----- | ----- |
| Оскарсхамн       | Дивизион 1       | 2024             | 28   | 1    | 0     | 0     | 0           | 0           | 28    | 1     |
| Оскарсхамн       | Итого            | Итого            | 28   | 1    | 0     | 0     | 0           | 0           | 28    | 1     |
| Сандвикен        | Суперэттан       | 2025             | 13   | 0    | 3     | 0     | 0           | 0           | 16    | 0     |
| Сандвикен        | Итого            | Итого            | 13   | 0    | 3     | 0     | 0           | 0           | 16    | 0     |
| Хеккен           | Алльсвенскан     | 2025             | 1    | 0    | 0     | 0     | 0           | 0           | 1     | 0     |
| Хеккен           | Итого            | Итого            | 1    | 0    | 0     | 0     | 0           | 0           | 1     | 0     |
| Всего за карьеру | Всего за карьеру | Всего за карьеру | 42   | 1    | 3     | 0     | 0           | 0           | 45    | 1     |